# 麦可·布隆维斯特
麦可·布隆维斯特（Mikael Blomkvist）与莉丝·莎兰德，是史迪格·拉森的系列小说“千禧年三部曲”中的人物。

## 个人信息

### 姓名
拉森在访谈中说：他书中的角色，包括布隆维斯特与莎兰德，都是基于阿斯特丽德·林格伦小说中的某些角色构造的。因为他的成名作是一篇揭露一伙银行抢劫犯藏身地点的调查报告，布隆维斯特在书中常被他的同事戏称为小侦探·布隆维斯特。这个昵称就源于林格伦小说中的一个侦探小男孩。在整部著作中，莎兰德不止一次用这个外号讽刺布隆维斯特。

### 人物背景
根据作者在第一部作品中的设定，麦可·布隆维斯特是新闻学院的毕业生，并且在从业后投身于揭露银行业和工商业的可疑交易。作者将其设定为“直面商业世界中黑暗面的道德楷模，没有人能腐蚀他。他还会经常与你探讨电视报道中谈到的各种问题。”

### 人物履历
布隆维斯特的职位是调查记者，并且是于瑞典斯德哥尔摩发行的“千禧年”杂志的合伙人。在龙纹身的女孩书中的开头，他就因为采用了被人恶意提供的假情报，发表了一篇针对工业界亿万富翁——汉斯·埃瑞克·维纳斯壮——的不实报道，被控诽谤并输掉了官司，被判入狱三个月并支付罚金。在输掉官司而名声扫地后，麦可辞去了千禧年杂志董事会的职务。正在此时，范耶尔企业的前任CEO，范耶尔家族的族长，亨利·范耶尔邀请麦可进行一项针对家族的秘密调查，查清有关海莉·范耶尔的案件。海莉是亨利最疼爱的外甥女，36年前在家族聚会上神秘失踪，并被认定已经死亡。布隆维斯特一开始认为，对于一宗已经被仔细调查了近40年的案件，自己不可能有什么新发现，因此拒绝接受这个职位。但当亨利提出了优厚的薪酬，并愿意在麦可有所突破之后提供帮他扳倒维纳斯壮的重要情报之后，麦可还是接受了这份工作。
在调查过程中，麦可逐渐认识了莉丝·莎兰德，范耶尔在雇佣麦可之前请来对他进行背景调查的米尔顿安保调查员。二人在海莉案件中展开了合作，并开始了一段特殊的感情。在第一部小说后半段，麦可被亨利·范耶尔的外甥，海莉的哥哥，在几十年内杀害无数女性的连环杀手，马丁·范耶尔囚禁并几乎丧命，在危急关头被莎兰德解救。他们二人最终查清了海莉失踪的真相：在被自己的父亲戈佛里·范耶尔和哥哥马丁性侵多年之后，海莉在家族聚会时借助姐姐安妮塔的帮助，逃出了瑞典，并在澳洲开始了新的生活。
虽然麦可成功的查清了海莉的案件，但却失望的发现亨利提供的“足以扳倒维纳斯壮”的情报没有任何价值。不过在莎兰德的帮助下，他还是成功获取了维纳斯壮企业内部很多涉及他多年来犯罪行为的证据，并用这些证据出版了新的一期千禧年杂志和一本书，成功赢回了自己的名声，并让千禧年成为了瑞典最赚钱及最受人尊敬的杂志之一。
在第一部小说结尾，莎兰德在看到麦可与艾丽卡·贝叶，他常年的情人和杂志合伙人，仍然保持着亲密关系后，毅然中断了和麦可的所有联系，绝尘而去。
在玩火的女孩书中，麦可的合作伙伴，正在为千禧年撰写一篇专稿的特约记者达格、她的未婚女友米亚以及莎兰德的监护人毕尔曼律师分别在自己的公寓中被残忍枪杀。凶杀现场和凶器上都找到了莎兰德的指纹，他因此被列为头号嫌犯并被全国通缉，麦可成了唯一相信她的人。虽然莎兰德主动断绝了联系并明确表示拒绝了麦可的帮助，麦可仍然坚持调查，并发觉了所有案件与瑞典秘密警察的一个特别行动小组、一名苏联前特工亚历山大·扎拉千科，以及扎拉千科背后的巨大犯罪集团有着千丝万缕的联系。扎拉千科曾经是苏联SAR机构的优秀特工，在行动小组——麦可称之为“小组”或“扎拉千科俱乐部”——的非法协助下成功变节，获得了瑞典身份及日常掩护，开始经营他的犯罪组织。麦可在调查中还发现了莎兰德的在过去层遭受过巨大的不公平待遇，包括法定监护人，已死的尼尔斯·毕尔曼曾强奸过她，以及“扎拉千科俱乐部”为了保护扎拉千科的身份不暴露，伪造证据将莎兰德送进精神病院。正是因为这些伤害，导致了莎兰德极力保持与他人的距离，并对官方人员缺乏信任。在第二部小说结尾，麦可跟随莎兰德来到了扎拉千科藏身的农场，找到了与父亲正面交锋后身受重伤、奄奄一息的莎兰德，将她送到了医院。
在第三部小说直捣蜂窝的女孩中，莎兰德重伤未愈住在医院，虽然她杀害达格、米亚和毕尔曼的嫌疑已经洗清，但警方仍然人为她涉嫌谋杀扎拉千科未遂以及重伤两人，因此她的行动受到很大限制。麦可则冒着极大的风险，试图挖出“小组”犯下的种种罪行的证据，并说服了他的妹妹安妮卡作为莎兰德的代理律师。在瑞典宪法维护小组、莎兰德的黑客好友、米尔顿安保、安妮卡等伙伴的协助下，莎兰德成功的洗清了所有嫌疑，在法庭上被判无罪释放，并让“小组”的的成员付出了应有的代价。麦可在案件结束后，出现在莎兰德公寓门口，二人恢复了朋友关系。

### 社会关系
布隆维斯特在书中被设定为已经离婚并有一名女儿叫做佩妮拉。他的感情生活较为随意，前后与艾丽卡·贝叶、莉丝·莎兰德、希西利娅·范耶尔、海莉·范耶尔以及莫妮卡·费格劳拉均发生了或长或短的性关系。其中，艾丽卡已经结婚，甚至她的丈夫对妻子的"开放式关系"完全知情并持默许态度；在龙纹身的女孩结尾，莎兰德发现自己爱上了麦可并处于单相思状态，因此中断了所有联系；在直捣蜂窝的女孩结尾，麦可和费格劳拉认为他们将要开始一段认真的感情，同时准备与莎兰德恢复正常的朋友间的友谊。

## 电影中的形象
在2009年拍摄于瑞典的千禧年中，麦可·布隆维斯特一角由麦可·奈奎斯特饰演，而在2011年由大卫芬奇执导的龙纹身的女孩中，丹尼尔·克雷格出演了这一角色。